# フランス領アルジェリア総督
フランス領アルジェリア総督（フランスりょうアルジェリアそうとく、Gouverneur général de l'Algérie）の一覧。

## 歴代総督
| '遠征軍司令官'           |                                                              |                |                |                                                 |
| 1                        | ゲースヌ・ド・ブルモン伯爵ルイ・オーギュスト・ヴィクトル     | 1830年7月5日   | 1830年8月12日  |                                                 |
| 2                        | クローゼル伯爵ベルトラン                                     | 1830年8月12日  | 1831年3月21日  | 着任1回目                                       |
| 3                        | ベルトゼーヌ男爵ピエール                                     | 1831年3月21日  | 1831年12月6日  |                                                 |
| 4                        | ロヴィーゴ公爵アンヌ・ジャン・マリー・ルネ・サヴァリー       | 1831年12月6日  | 1833年4月29日  |                                                 |
| 5                        | ヴォワール男爵テオフィル                                     | 1833年4月29日  | 1834年7月27日  |                                                 |
| '総督'                   |                                                              |                |                |                                                 |
| 1                        | エルロン伯爵ジャン＝バティスト・ドルーエ                     | 1834年7月27日  | 1835年7月8日   |                                                 |
| 2                        | クローゼル伯爵ベルトラン                                     | 1835年7月8日   | 1837年2月12日  | 着任2回目                                       |
| 3                        | ダムレモン伯爵シャルル＝マリー・ドゥニ                       | 1837年2月12日  | 1837年10月12日 |                                                 |
| 4                        | ヴァレ伯爵シルヴァン・シャルル                               | 1837年12月1日  | 1840年12月     |                                                 |
| 5                        | イスリー公爵トマ・ロベール・ブジョー                         | 1841年2月22日  | 1847年9月27日  |                                                 |
|                          | クリストフ・ルイ・レオン・ジュシォール・ド・ラ・モリシエール | 1845年9月1日   | 1847年7月6日   | 代理                                            |
|                          | マリー＝アルフォンス・ブドー                                 | 1847年7月6日   | 1847年9月27日  | 代理                                            |
| 6                        | オマール公爵アンリ・ドルレアン                               | 1847年9月27日  | 1848年2月24日  |                                                 |
| 7                        | ルイ＝ウジェーヌ・カヴェニャック                             | 1848年2月24日  | 1848年4月29日  |                                                 |
| 8                        | ニコラ・シャンガルニエ                                       | 1848年4月29日  | 1848年9月9日   |                                                 |
| 9                        | ヴィアラ・シャロン                                           | 1848年9月9日   | 1850年10月20日 |                                                 |
| 10                       | ドゥーツプール伯爵アルフォンス・アンリ                       | 1850年10月20日 | 1851年5月10日  |                                                 |
| 11                       | エイマーブル・ペリシエール                                   | 1851年5月10日  | 1851年12月11日 | 着任1回目                                       |
| 12                       | ジャック・ルイ・ランドン                                     | 1851年12月11日 | 1858年8月31日  |                                                 |
| 'アルジェリア植民地大臣' |                                                              |                |                |                                                 |
| 1                        | ナポレオン・ジョゼフ・シャルル・ポール・ボナパルト           | 1858年8月31日  | 1859年3月21日  |                                                 |
| 2                        | シャスルー＝ローバ伯爵プロスペル                             | 1859年3月21日  | 1860年11月24日 |                                                 |
| 3                        | マラコフ公爵エイマーブル・ペリシエール                       | 1860年11月24日 | 1864年5月22日  | 着任2回目                                       |
| 4                        | マータプレー伯爵エドモン＝シャルル                           | 1864年5月22日  | 1864年9月1日   |                                                 |
| '総督'                   |                                                              |                |                |                                                 |
| 13                       | マジェンタ公爵パトリス・ド・マクマオン                       | 1864年9月1日   | 1870年7月27日  |                                                 |
|                          | ドゥリュー男爵ルイ                                           | 1870年7月27日  | 1870年10月23日 | 暫定                                            |
|                          | ジャン・ルイ・マリー・ヴァルサン＝エステルアジ               | 1870年10月23日 | 1870年11月16日 | 暫定                                            |
| '特命弁務官'             |                                                              |                |                |                                                 |
| 1                        | シャルル・ドュ・ブゼ                                         | 1870年11月16日 | 1871年2月8日   |                                                 |
| 2                        | アレクシ・ランベール                                         | 1871年2月8日   | 1871年3月29日  |                                                 |
| '総督'                   |                                                              |                |                |                                                 |
| 14                       | ルイ・アンリ・ド・ゲイドン                                   | 1871年3月29日  | 1873年6月10日  |                                                 |
| 15                       | アントワーヌ・シャンジー                                     | 1873年6月10日  | 1879年3月15日  |                                                 |
|                          | アルベール・グレヴィ                                         | 1879年3月15日  | 1881年11月26日 | 暫定                                            |
| 16                       | ルイ・ティアマン                                             | 1881年11月26日 | 1891年4月18日  |                                                 |
| 17                       | ジュール・カンボン                                           | 1891年4月18日  | 1897年10月1日  |                                                 |
| 18                       | ルイ・レピーヌ                                               | 1897年10月1日  | 1898年7月26日  |                                                 |
| 19                       | エドゥアール・ラフェリエール                                 | 1898年7月26日  | 1900年10月3日  |                                                 |
|                          | シャルル・ジョンナール                                       | 1900年10月3日  | 1901年6月18日  | 暫定、着任1回目                                 |
| 20                       | ポール・レヴォワール                                         | 1901年6月18日  | 1903年4月11日  |                                                 |
|                          | モーリス・ヴァルニエール                                     | 1903年4月11日  | 1903年5月5日   | 暫定                                            |
| 21                       | シャルル・ジョンナール                                       | 1903年5月5日   | 1911年5月22日  | 着任2回目                                       |
| 22                       | シャルル・リュトー                                           | 1911年5月22日  | 1918年1月29日  |                                                 |
|                          | シャルル・ジョンナール                                       | 1918年1月29日  | 1919年8月29日  | 暫定、着任3回目                                 |
| 23                       | ジャン＝バティスト・アベール                                 | 1919年8月29日  | 1921年7月28日  |                                                 |
| 24                       | テオドール・ステーグ                                         | 1921年7月28日  | 1925年4月17日  |                                                 |
|                          | アンリ・ドュビエフ                                           | 1925年4月17日  | 1925年5月12日  | 暫定                                            |
| 25                       | モーリス・ヴィオレット                                       | 1925年5月12日  | 1927年11月20日 |                                                 |
| 26                       | ピエール・ルイ・ボード                                       | 1927年11月20日 | 1930年10月3日  |                                                 |
| 27                       | ジュール・カード                                             | 1930年10月3日  | 1935年9月21日  |                                                 |
| 28                       | ジョルジュ・ル・ボー                                         | 1935年9月21日  | 1940年7月20日  |                                                 |
| 29                       | ジャン・シャルル・アブリアール                               | 1940年7月20日  | 1941年7月16日  | ヴィシー政権により任命                          |
| 30                       | マキシム・ウェイガン                                         | 1941年7月16日  | 1941年11月20日 |                                                 |
|                          | イヴ・シャルル・シャテル                                     | 1941年11月20日 | 1943年1月20日  | 暫定                                            |
| 31                       | マルセル・ペイルートン                                       | 1943年1月20日  | 1943年6月3日   |                                                 |
| 32                       | ジョルジュ・カトルー                                         | 1943年6月3日   | 1944年9月8日   | 着任1回目、自由フランスにより任命               |
| 33                       | イヴ・シャタニュー                                           | 1944年9月8日   | 1948年2月11日  |                                                 |
| 34                       | マルセル＝エドモン・ネジュロン                               | 1948年2月11日  | 1951年4月12日  |                                                 |
| 35                       | ロジェ・レオナール                                           | 1951年4月12日  | 1955年1月26日  |                                                 |
| 36                       | ジャック・スーステル                                         | 1955年1月26日  | 1956年1月30日  |                                                 |
| '総監'（総督）           |                                                              |                |                |                                                 |
| 1                        | ジョルジュ・カトルー                                         | 1956年1月30日  | 1956年2月2日   | 着任2回目（但しギー・モレ首相の依頼により辞退） |
| 2                        | ロベール・ラコスト                                           | 1956年2月2日   | 1958年5月13日  |                                                 |
| 3                        | アンドレ・ミッテール                                         | 1958年5月13日  | 1958年6月1日   |                                                 |
|                          | ジャック・マシュ                                             | 1958年5月13日  | 1958年5月28日  | 公安委員会委員長                                |
|                          | ジャック・マシュ                                             | 1958年5月23日  | 1958年6月7日   | 中央公安委員会委員長                            |
| '総督代理'               |                                                              |                |                |                                                 |
| 1                        | ラウル・サラン                                               | 1958年6月7日   | 1958年12月12日 | アルジェリア派遣軍司令官と兼務。事実上の軍政    |
| 2                        | ポール・ドルーブリエ                                         | 1958年12月12日 | 1960年11月23日 | 文民総代                                        |
| 3                        | ジャン・モラン                                               | 1960年11月23日 | 1962年3月19日  |                                                 |
| '高等弁務官'             |                                                              |                |                |                                                 |
| 1                        | クリスティアン・フーシェ                                     | 1962年3月19日  | 1962年7月3日   |                                                 |